# Vunisea Airport
Vunisea Airport (engelska: Namalata Airport) är en flygplats i Fiji. Den ligger i den södra delen av landet, 110 km söder om huvudstaden Suva. Vunisea Airport ligger 5 meter över havet. Den ligger på ön Matava Island.
Terrängen runt Vunisea Airport är kuperad västerut, men österut är den platt. Havet är nära Vunisea Airport norrut.